# Ornithocephalus dodsonii
Ornithocephalus dodsonii là một loài thực vật có hoa trong họ Lan. Loài này được R.Vásquez & T.Krömer mô tả khoa học đầu tiên năm 2001.